# منتخب إسبانيا لكرة السلة على الكراسي المتحركة للرجال
منتخب إسبانيا الوطني لكرة السلة على الكراسي المتحركة للرجال هو ممثل إسبانيا الرسمي في المنافسات الدولية في كرة السلة على الكراسي المتحركة .